# Dusit Chalermsan
Dusit Chalermsan (Thai: ดุสิต เฉลิมแสน, [dùsìt ʧăləm-sæ̌n], * 22. April 1970 in Sakon Nakhon) ist ein ehemaliger thailändischer Fußballspieler und heutiger Trainer.

## Karriere

### Spieler

#### Verein
Seine Karriere als Spieler begann Dusit 1989 bei dem Fußballverein FC Royal Thai Police. 1994 wechselte er zu BEC-Tero Sasana. Dort spielte er von 1996 bis zu seinem Wechsel nach Indien 1999 erstmals in der Thai Premier League. In seiner Zeit bei Mohun Bagan AC wurde er zweimal Meister und errang seine ersten Titel als Vereinsspieler. Zurück bei BEC-Tero gewann er 2002 erneut einen Meistertitel und spielte mit dem Verein in der AFC Champions League. Mit der Mannschaft stieß er dabei 2003 sogar bis in das Finale vor. In beiden Endspielen gegen den Al Ain Club stand er jeweils in der Anfangsformation. Von 2003 bis 2006 spielte er nochmals im Ausland. Bei Hoàng Anh Gia Lai errang er erneut zwei Meisterschaften. Seine Karriere als Spieler ließ er 2008 bei seinem alten Verein FC Royal Thai Police ausklingen.

#### Nationalmannschaft
In seiner Laufbahn als Nationalspieler Thailands war er ebenso erfolgreich wie auf Vereinsebene. So gelang es ihm mit der Mannschaft drei Mal in Folge die ASEAN-Fußballmeisterschaft zu gewinnen. Bei den Südostasienspielen errang er zweimal Gold. Der größte Erfolg jedoch dürfte der 4. Platz bei den Asienspielen 2002 gewesen sein.

### Trainer
Im November 2008, nach Ende seiner aktiven Karriere, wurde er Cheftrainer des Hoàng Anh Gia Lai. In die Saison 2009, startete er mit zwei Niederlagen. Daraufhin stellte ihm der Verein den erfahrenen Trainer Chatchai Paholpat zur Seite. Dennoch wurde Dusit im März 2009 von seinem Amt als Cheftrainer entbunden. Ende 2010 kehrte er nochmals als Cheftrainer zurück und folgte auf seinen Landsmann Kiatisuk Senamuang. Seine zweite Amtszeit währte ebenfalls nur kurz und er legte Ende April 2011 sein Amt nieder. Im Mai des Jahres 2000 nahm Dusit an einem Probetraining beim deutschen Rekordmeister FC Bayern München teil.
Im Juli 2021 wechselte er zu seinem ehemaligen Verein Port FC, wo er das Traineramt von Sarawut Treephan übernahm. Hier stand er bis zum 10. November 2021 an der Seitenlinie. Am 15. November 2021 übernahm er das Amt des Trainers beim Erstligisten BG Pathum United FC. Das Amt hatte er bis Mitte Januar 2022 inne. Im Mai 2022 verpflichtete ihn der Erstligaaufsteiger Lamphun Warriors FC. Dort wurde er am 7. November 2022 als Tabellenletzter der Thai League entlassen. Doch nur eine Woche später wurde er als neuer Übungsleiter des Ligarivalen PT Prachuap FC vorgestellt. Den Posten als Cheftrainer hatte er bis Ende September 2023 inne. Am 11. Oktober 2023 übernahm er den Posten des Technischen Direktors bei PT. Nachdem Bozidar Bandovic als Trainer bei PT entlassen worden war, übernahm er bis Ende Januar 2024 übergangsweise den Posten des Cheftrainers. Am 5. November 2024 verpflichtete ihn der Zweitligist Kanchanaburi Power FC. Am Ende er Spielzeit 2024/25 stieg er mit Kanchanaburi in die erste Liga auf. Nach dem Aufstieg übernahm er das Amt des Technischen Direktors.

## Erfolge

### Spieler

#### Verein
Mohun Bagan AC
- I-League: 1999/00

Hoàng Anh Gia Lai
- V.League 1: 2003, 2004

BEC-Tero Sasana
- Thai Premier League: 2001/02

#### Nationalmannschaft
- King’s Cup: 1994, 2000
- ASEAN-Fußballmeisterschaft: 1996, 2000, 2002
- Südostasienspiele: 1997, 1999
- Asienspiele: 2002

### Trainer
Kanchanaburi Power FC
- Thailändischer Zweitligameister: 2024/25

## Auszeichnungen

### Trainer
Thai League
- Trainer des Jahres: 2020/21